# Les Dénicheurs
Vous lisez un « bon article » labellisé en 2025.
Les Dénicheurs est un ensemble constitué de deux groupes statuaires, Les Enfants dénicheurs et Les Enfants dénicheurs mordus par des serpents. Ces deux œuvres ont été créées en 1855-1857 par Auguste Jean Baptiste Lechesne.
Les deux groupes sont installés à Caen depuis 1862, d'abord dans la cour de l'ancien séminaire des Eudistes, commune au musée des Beaux-Arts et à l'hôtel de ville, puis sur la place de la République à partir de 1882. Gravement détériorés pendant les bombardements de 1944, ils sont désormais exposés dans un cadre muséal au Mémorial de Caen et à l'abbaye aux Hommes.

## Localisation

### Avant 1944
À partir de 1882, les deux groupes étaient situés sur la place de la République,,,, côté ouest. Ils se trouvaient entre le kiosque à musique (qui remplace la statue de Louis XIV) et l'ancien séminaire des Eudistes. Le groupe Les Enfants dénicheurs se trouvait au nord, côté hôtel d'Oilliamson (rue Paul-Doumer après 1932) et le groupe Les Enfants dénicheurs mordus par des serpents se trouvait au sud, côté hôtel Daumesnil.

### Localisation actuelle
Actuellement les deux groupes sculptés sont séparés :
- le groupe Les Enfants dénicheurs est exposé dans les collections permanentes du Mémorial de Caen ;
- le groupe Les Enfants dénicheurs mordus par des serpents est exposé, dans le cadre de l'exposition permanente Un été 44, la vie continue, à l'hôtel de ville (ancienne porterie de l'abbaye aux Hommes).

## Historique

### La création des œuvres
Les modèles en plâtre des deux groupes sont présentés à l'exposition universelle des Beaux-arts de 1855,. Ils remportent une mention honorable lors de cette exposition. Les deux bronzes définitifs sont présentés au Salon de peinture et de sculpture de 1857.
Les deux œuvres sont relativement bien reçues par leurs contemporains. Pour Théophile Gautier, « Les Dénicheurs forment comme les deux chants d'une idylle antique ». Il considère que « [d]e la convention de l'ornement, [Auguste Lechesne] a ramené au vrai [les oiseaux, les lézards, les couleuvres, et tout ce monde animé qui fourmille dans les feuillages des arabesques] ; et bientôt, les détachant des frises où ils battaient des ailes, traînaient leurs écailles imbriquées, ou se suspendaient à la volute d'un rinceau, il les a isolés en groupe en les mêlant à la figure humaine, et en a tiré un parti tout nouveau ». Dans La Lumière, le critique estime que les deux groupes sont « des œuvres d'entrain et d'une entente parfaite ». Selon Claude Vignon, les deux groupes, en plâtre, sont « des académies très étudiées sur nature et des compositions dramatiques et mouvementées, où toutes les difficultés de la statuaire semblent avoir été réunies pour être vaincues », la critique concédant toutefois que « le modelé des nus est un peu sec ». Louis Auvray estime que dans les bronzes « il y a du mouvement, de l'effet, mais [que] les nus demanderaient un peu plus d'étude ».

### Les deux installations à Caen
Auguste Lechesne obtient en 1859 la charge d'une classe de sculpture, créée pour lui à l'école des Beaux-Arts de Caen, installée dans l'ancien séminaire des Eudistes,. Cette classe s'installe en 1862 dans la nouvelle aile construite sur la rue Saint-Laurent. À la fin des années 1850 et au début des années 1860, l'ancien séminaire, qui regroupe les différentes institutions municipales, fait en effet l'objet d'importants travaux d'extension. Les différents bâtiments, anciens et nouveaux, s'organisent autour d'une grande cour aménagée en jardin public, qui devient le pivot de cet ensemble architectural, inauguré en 1861. Cette année-là, une grande exposition est organisée par la Société des beaux-arts de Caen. Auguste Lechesne, membre de cette société savante, fait partie du comité organisateur. Les deux groupes sont installés de part et d'autre du bassin aménagé au centre du jardin. En 1862, Auguste Lechesne fait don des deux groupes à la ville,. Les œuvres sont exposées à demeure dans la cour d'honneur,. Deux autres groupes d'Auguste Lechesne, Combat et Frayeur et Victoire et Reconnaissance, sont installés dans la cour,.

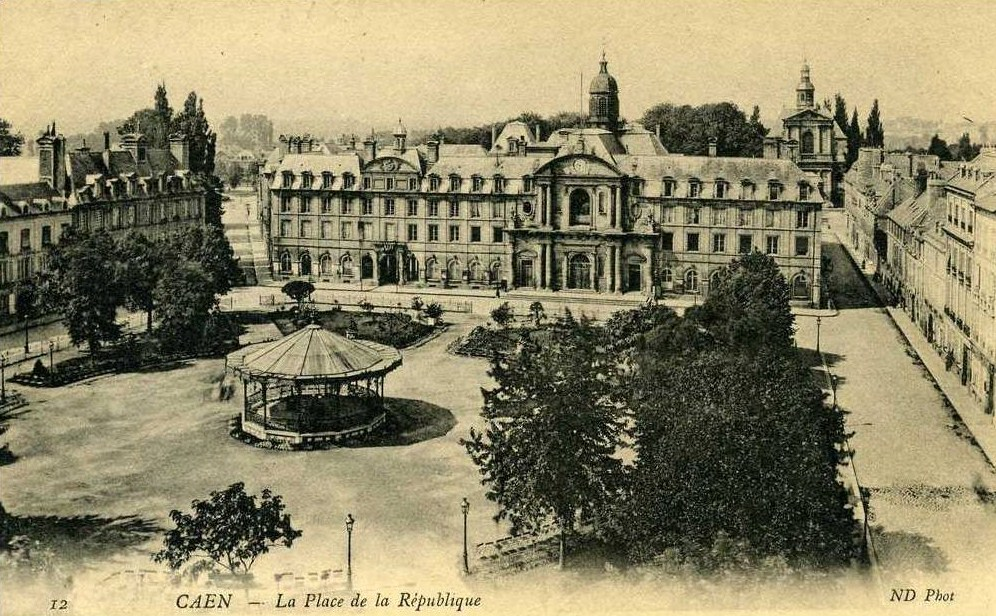
La place de la République, entre 1890 et 1905 ; on peut voir les deux groupes de part et d'autre de l'allée reliant le kiosque à l'ancien séminaire des Eudistes.

Le 29 avril 1882, Albert Mériel est le premier maire de la ville élu au suffrage universel masculin. Il continue la politique de « républicanisation » de la cité engagée par son prédécesseur Paul Toutain. Au conseil du 18 août, le conseil municipal vote le principe du réaménagement de la place Royale, renommée à la même occasion place de la République. Il est prévu d'aménager un square au centre de la place. Entouré d'une grille, il s'organise autour d'un grand espace circulaire, au milieu duquel doit être placé un kiosque à musique remplaçant la statue de Louis XIV (retirée dès septembre 1882). De ce grand rond-point partent des allées rayonnantes délimitant des parterres plantés de fleurs et d'arbustes. Le réaménagement de la place est confirmé au conseil municipal du 13 novembre 1882 et les travaux sont menés principalement au début de l'année 1883 en vue de l'exposition régionale organisée cette même année,. Afin d'orner la partie ouest de la place, les deux groupes sont installés de part et d'autre de l'allée reliant le kiosque à l'ancien séminaire. En avril 1884, est installé du côté est de la place le monument en l'honneur de Daniel-François-Esprit Auber,. L'installation des Dénicheurs et du monument à Auber dans le cadre du réaménagement de la place s'inscrit dans le mouvement de statuomanie à l’œuvre en France dans la deuxième partie du XIXe siècle.

### Leur sauvetage puis leur destruction partielle dans les années 1940

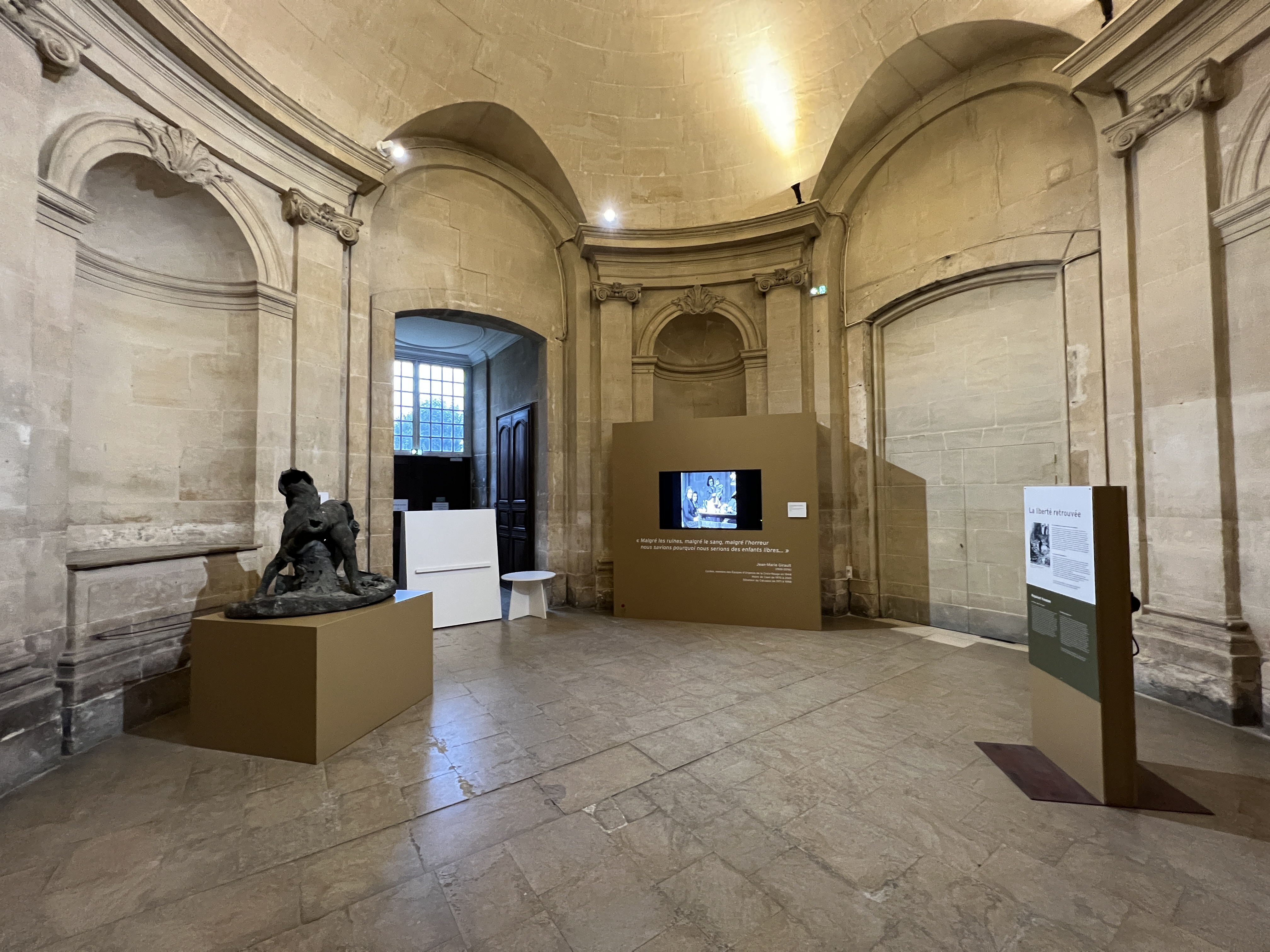
Les Enfants dénicheurs mordus par des serpents, exposé dans l'abbaye aux Hommes.

Lors de l'Occupation, les forces allemandes exigent en juillet 1941 la mobilisation des métaux non ferreux. La loi du 11 octobre 1941 relative à l'enlèvement des statues et monuments métalliques en vue de la refonte prévoit que « sera procédé à l'enlèvement des statues et monuments en alliage cuivreux sis dans les lieux publics et dans les lieux administratifs, qui ne présentent pas un intérêt artistique ou historique ». Les deux groupes sont inscrits sur la première liste de 1941. Le préfet du Calvados écrit deux fois au secrétaire d'État à l’Éducation nationale pour les sauver. Parallèlement, un des adjoints au maire intervient auprès de Louis Hautecœur, secrétaire général des Beaux-Arts et ancien professeur à l'université de Caen,. L'édile justifie son intervention en soulignant que « ces œuvres de moyenne dimension d'ailleurs sont véritablement les meilleurs morceaux de sculpture qu'il existe à Caen. Œuvres du bon sculpteur caennais Auguste Lechesne (1815-1888), leur sujet et leur grâce s'harmonisent parfaitement au cadre qui les entoure. On peut dire, sans crainte d'être taxé d'exagération, que leur disparition serait une perte au point de vue de l’urbanisme comme au point vue de l'art ». Les œuvres sont enlevées de leurs socles. Mais la ville obtient exceptionnellement leur sauvetage en offrant en échange 400 kg de bronze en vrac, soit le double de leur valeur estimée,. 
Lors de la bataille de Caen en juin-juillet 1944, les œuvres sont gravement mutilées. Du fait de leur état, elles n'ont pas été replacées dans l'espace public, mais sont montrées au public dans le cadre d'expositions consacrées à la Seconde Guerre mondiale. Le groupe Les Enfants dénicheurs est exposé au Mémorial de Caen. Le groupe Les Enfants dénicheurs mordus par des serpents est déposé dans les collections du musée de Normandie. Il fait partie de l'exposition temporaire de ce musée Bronzes en péril, organisée dans la salle de l'Échiquier du château de Caen du 1er mai au 15 novembre 2019. Il est désormais exposé à l'hôtel de ville (dans l'ancienne porterie de l'abbaye aux Hommes) dans le cadre de l'exposition permanente Un été 44, la vie continue. La tête d'un des enfants du groupe Les Enfants dénicheurs mordus par des serpents se trouve également au Mémorial.
Dans le cadre du premier budget participatif de la Ville de Caen, il est demandé la réinstallation en centre-ville de plusieurs statues déplacées après la Seconde Guerre mondiale (Les Dénicheurs, le Centaure et Bacchante et le monument à Demolombe ). Mais à ce jour, seul ce dernier a été réinstallé en 2024 sur la place de la République, à son emplacement d'origine.

## Description
Les deux groupes mettent en scène deux dénicheurs d'oiseaux représentés nus. 
Dans le groupe Les Enfants dénicheurs, l'un d'eux est debout. De son bras droit, il se protège les yeux des coups de bec de deux oiseaux qui l'attaquent. La mère oiselle a « le bec tendu, les plumes hérissées ». La main gauche du maraudeur laisse tomber un nid qui se déverse au sol avec ses oisillons. Le second enfant est à genoux. Il enserre la taille de son ami de son bras gauche et saisit de sa main droite un serpent sorti des broussailles et qui veut le mordre.
Dans le groupe Les Enfants dénicheurs mordus par des serpents, l'enfant debout hurle et soutient dans ses bras un autre enfant tombant au sol, mordu par un serpent enlacé à sa jambe. Selon Théophile Gautier, les enfants « se débattent en vain dans [les] replis [du serpent], effarés et tordus comme les fils de Lacoon dans les nœuds de l'hydre »,. À leurs pieds, Auguste Lechesne a « pathétiquement éparpillé les oisillons sur les débris de leur nid brisé ». 
Sont inscrits à la base les vers de cette maxime,, : « Dieu seul a droit sur tout ce qui respire » sur Les Enfants dénicheurs, « Ne pouvant rien créer, il ne faut rien détruire » sur Les Enfants dénicheurs mordus par des serpents.
Les deux œuvres reposaient sur des piédestaux octogonaux.

### Les dommages de guerre

Le groupe Les Enfants dénicheurs mordus par des serpents
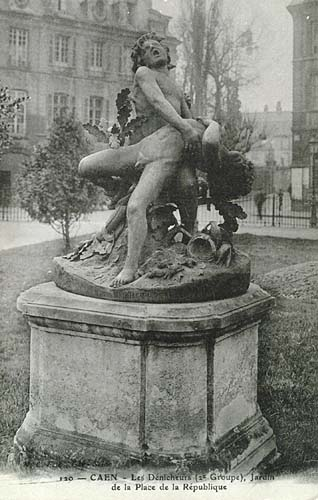
Le groupe avant 1944.
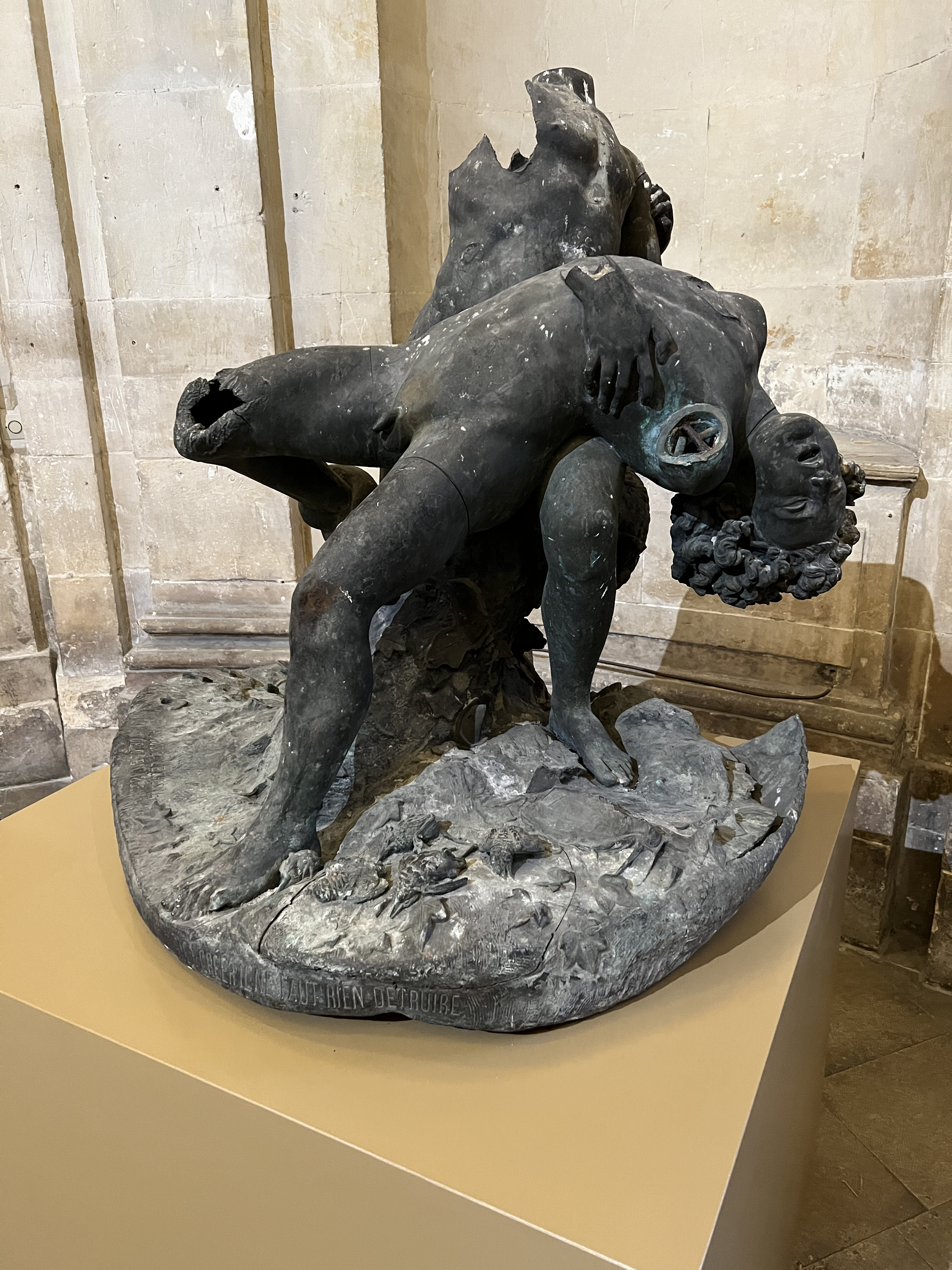
Le groupe en 2025.

Dans le groupe Les Enfants dénicheurs, l'enfant debout a perdu son bras droit. L'enfant agenouillé a perdu l'oiseau qui se trouvait sur son épaule. 

Le groupe Les Enfants dénicheurs
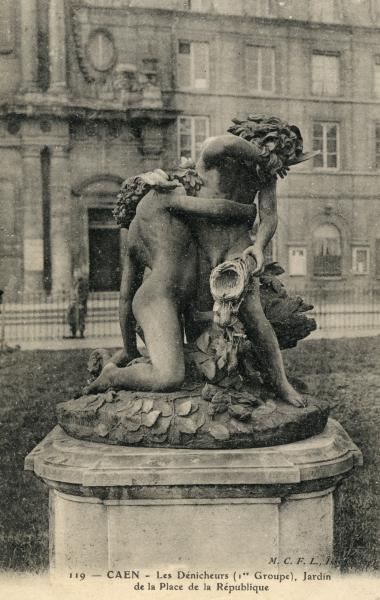
Le groupe avant 1944.
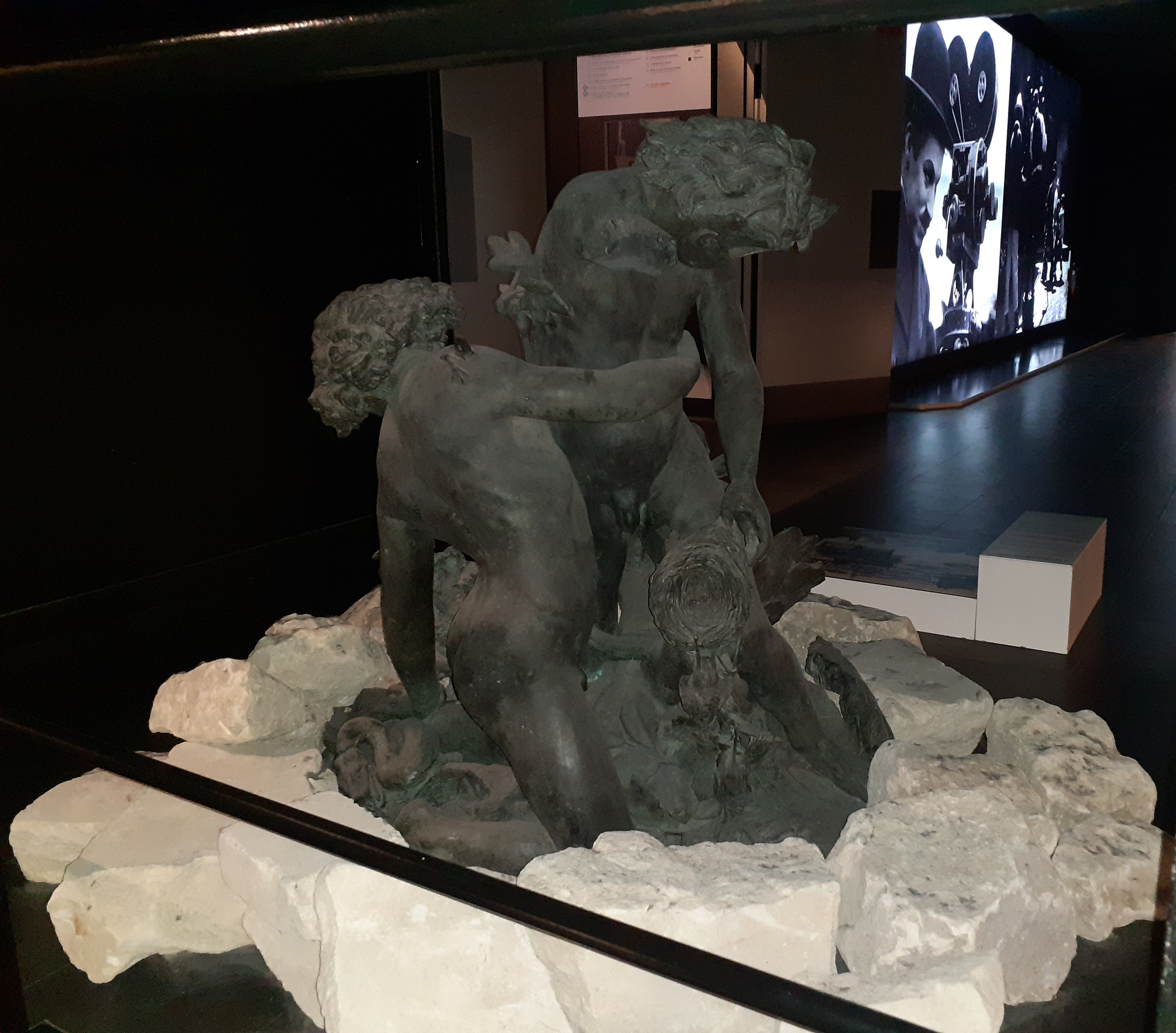
Le groupe en 2021.

Le groupe Les Enfants dénicheurs mordus par des serpents a été plus fortement endommagé. L'enfant se tenant debout a perdu toute la partie du corps au dessus des épaules. Sa main droite reste toujours accrochée au corps de l'autre enfant et sa tête a également été préservée, mais n'est plus rattachée au reste de son corps. L'enfant attaqué par le serpent a également perdu ses bras et son genou droit est percé d'un trou.